# Point72 Asset Management
Point72 Asset Management (ehemals S.A.C. Capital) ist ein US-amerikanischer Hedgefonds, gegründet von Steven A. Cohen, mit Hauptsitz in Stamford, Connecticut. Die Umbenennung erfolgte 2014 nach einem Strafverfahren gegen SAC, infolge dessen das Unternehmen zunächst nur noch eigenes Kapital verwaltete.

## Geschichte

### 2014–2019
Nach der Abwicklung von SAC Capital gründete Cohen 2014 Point72 Asset Management. Ab 2018 begann das Unternehmen wieder mit der Akquise externer Investorengelder. Wichtige Entwicklungen in dieser Zeit waren der Aufbau der Point72 Academy (Förderung von Nachwuchstradern) sowie von Point72 Ventures (Risikokapitalbereich mit Fokus auf Fintech). Bis Mitte 2019 verwaltete das Unternehmen Vermögenswerte von rund 14 Milliarden US-Dollar.

### 2020–heute
Im Juli 2020 gab Point72 bekannt, kein weiteres externes Kapital mehr anzunehmen, nachdem in zwei Jahren rund 10 Milliarden US-Dollar eingesammelt worden waren. Zu diesem Zeitpunkt verwaltete die Firma etwa 17 Milliarden US-Dollar.
Im Januar 2021 investierte Point72 750 Millionen US-Dollar in den angeschlagenen Hedgefonds Melvin Capital im Zuge des GameStop-Short-Squeeze. Dieses Investment wurde 2022 wieder abgezogen.
Bis 2025 wuchs das verwaltete Vermögen (AUM) auf rund 36–38 Milliarden US-Dollar. Im Oktober 2024 startete Point72 den KI-Fonds Turion, der bis April 2025 ein Volumen von 1,5 Milliarden US-Dollar erreichte. Zudem wurde im Januar 2025 eine neue Private-Credit-Strategie eingeführt.

## Aktuelle Struktur und Standorte
Point72 beschäftigt weltweit über 2.900 Mitarbeiter an Standorten wie London, Hongkong und Warschau. In London stiegen die Personalkosten 2024 um 50 Prozent auf über 100 Millionen Pfund bei 304 Beschäftigten.